# Systasea pulverulenta
The Texas Powdered Skipper (Systasea pulverulenta) là một loài bướm ngày thuộc họ Hesperiidae. Nó được tìm thấy ở miền nam và miền tây Texas, phía nam through México to Guatemala.
Sải cánh dài 24–35 mm. Con trưởng thành bay từ tháng 2 đến tháng 12 in miền nam Texas.
Ấu trùng ăn various Malvaceae species. Adults feed on flower nectar.